# Hulrodet lærkespore
Hulrodet lærkespore (Corydalis cava) er en 10-30 cm høj urt, der vokser på muldbund i skove. Planten har stængelknold, der med tiden bliver hul.

## Beskrivelse
Hulrodet lærkespore er en flerårig urt med en lav, tueformet vækst. Stænglen er hårløs og rund i tværsnit, og den bærer 2-4 spredtstillede blade. Bladene er sammensatte med 3-5 fjersnitdelte eller dybt lappede småblade. Bladranden er hel og begge bladsider er blågrønne.
Blomstringen sker i april-maj, hvor man ser blomsterne sidde samlet i en endestillet klase, der rummer 6-16 purpurrøde eller (sjældnere) hvide blomster. De enkelte blomster er uregelmæssige med affaldende bægerblade og 4-tallige kroner, hvor det øverste kronblad danner en spore. Frugterne er kapsler med flere frø, der har myrelegeme.
Rodnettet består af en stængelknold, der med tiden bliver hul, og forholdsvis få, trævlede rødder.
Højde x bredde og årlig tilvækst: 0,20 x 0,15 m (20 x 15 cm/år). Målene kan bruges til beregning af planteafstande i fx haver.

## Voksested
Hulrodet lærkespore er vidt udbredt i Centraleuropa, og den findes også i bjergene i Sydeuropa. Derimod regnes den for naturaliseret i England, Sverige og Danmark, hvor den er almindelig på Øerne, sjældnere i Øst- og Sydjylland. Arten er karakterart for bøge- og egeskove, men man træffer den også i skove, der er domineret af Lind og Løn. Desuden optræder den i bunden under krat og læhegn.
I blandede løvskove med fugtig muldbund i det østlige Transsylvanien findes den sammen med bl.a. avnbøg, firblad, alm. hyld, alm. mjødurt, burresnerre, Carex brizoides (en Star-art), engkabbeleje, hvidpil, kæmpesvingel, lægekulsukker, peberbusk, ramsløg, rødel, skvalderkål, stor nælde, tørst og vorterod.

## Galleri
|  |  |  |  |

| Portal | Portal:Botanik |

## Note
1. ↑  J. Attila Kovács m.fl.: Data to the Vegetation Biology and Coenological Relations of Allium ursinum Stands in Easterne Transsylvania Arkiveret 26. august 2014 hos  Wayback Machine (engelsk)